# Hesperonemastoma pallidimaculosum
Espèce
Synonymes
- Nemastoma pallidimaculosa Goodnight & Goodnight, 1945

Hesperonemastoma pallidimaculosum est une espèce d'opilions dyspnois de la famille des Taracidae.

## Distribution
Cette espèce est endémique d'Alabama aux États-Unis. Elle se rencontre dans le comté de Marshall dans la grotte Rock House Cave et dans le comté de Jackson dans la grotte Horseshoe Cave.

## Description
Le mâle holotype mesure 1,4 mm de long et 1,6 mm de large.
Le mâle décrit par Gruber en 1970 mesure 1,53 mm et la femelle 1,76 mm.

## Systématique et taxinomie
Cette espèce a été décrite sous le protonyme Nemastoma pallidimaculosa par Goodnight et Goodnight en 1945. Elle est placée dans le genre Hesperonemastoma par Gruber en 1970.

## Publication originale
- Goodnight & Goodnight, 1945 : « Phalangida from the United States. » Journal of the New York Entomological Society, vol. 53, p. 239–245.